# Lniano (gmina)
Lniano – gmina wiejska w województwie kujawsko-pomorskim, w powiecie świeckim. W latach 1975–1998 gmina położona była w województwie bydgoskim.
Siedziba gminy to Lniano.
Według danych z 31 grudnia 2007 gminę zamieszkiwały 4102 osoby. Natomiast według danych z 31 grudnia 2017 roku gminę zamieszkiwało 4270 osób.
Według danych z 31 grudnia 2019 roku gminę zamieszkiwały 4322 osoby.

## Struktura powierzchni
Według danych z roku 2005 gmina Lniano ma obszar 88,34 km², w tym:
- użytki rolne: 62%
- użytki leśne: 26%

Gmina stanowi 6% powierzchni powiatu.

## Demografia

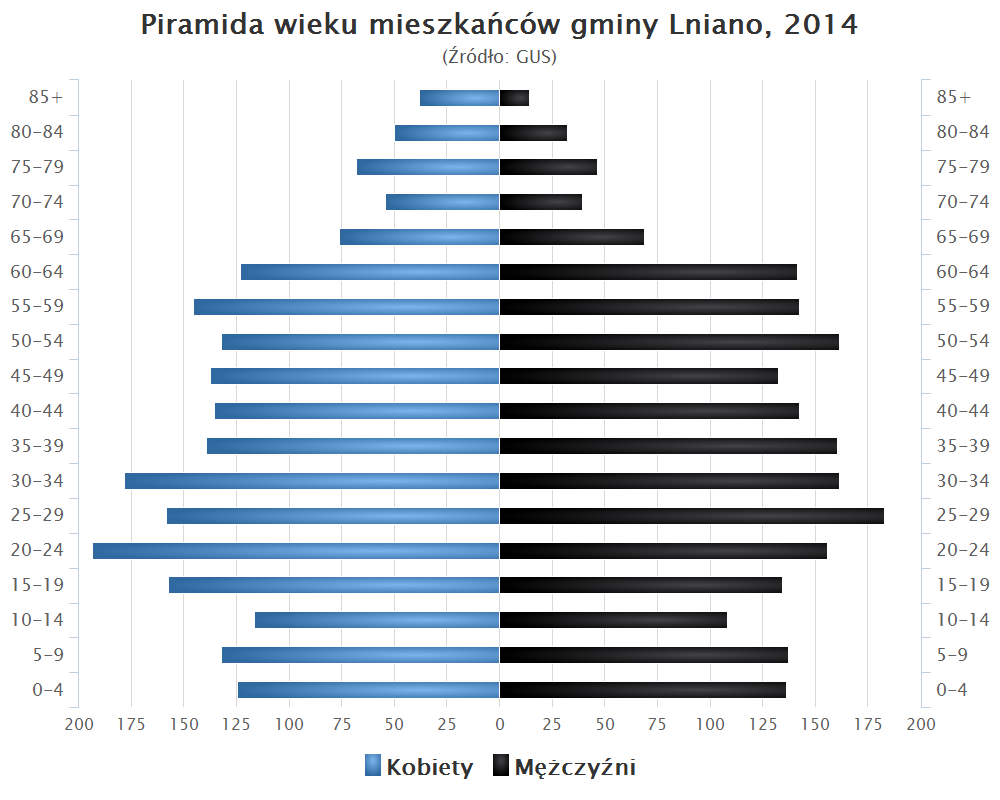
Piramida wieku mieszkańców gminy Lniano w 2014 roku

Dane z 31 grudnia 2007:
| Opis                              | Ogółem | Ogółem | Kobiety | Kobiety | Mężczyźni | Mężczyźni |
| --------------------------------- | ------ | ------ | ------- | ------- | --------- | --------- |
| jednostka                         | osób   | %      | osób    | %       | osób      | %         |
| populacja                         | 4102   | 100    | 2117    | 51,6    | 1985      | 48,4      |
| gęstość zaludnienia (mieszk./km²) | 46,4   | 46,4   | 24,0    | 24,0    | 22,4      | 22,4      |

## Drogi dojazdowe
Przez gminę Lniano przebiegają dwie drogi wojewódzkie 239 240.

## Gospodarka
Gmina Lniano została uznana przez Rzeczpospolitą za jedną z pięciu najbardziej innowacyjnych gmin wiejskich w Polsce i najbardziej innowacyjną gminę wiejską w województwie kujawsko-pomorskim.

## Ochrona przyrody
Obszar gminy Lniano wchodzi w skład strefy tranzytowej Rezerwatu Biosfery Bory Tucholskie.

### Parki krajobrazowe
W północnej części gminy znajduje się Wdecki Park Krajobrazowy zajmujący powierzchnię 378 ha w jej granicach.

### Obszary Natura 2000
Północno-zachodnią część gminy zajmuje obszar Natura 2000 OSO Bory Tucholskie PLB220009 

### Obszary Chronionego Krajobrazu
Zachodnią część gminy zajmuje Śliwicki Obszar Chronionego Krajobrazu.

### Pomniki przyrody
Na terenie gminy znajduje się 19 pomników przyrody ożywionej 1 nieożywionej.

### Użytki ekologiczne
Na obszarze gminy występuje 26 użytków ekologicznych w formie bagien.

## Sołectwa
Błądzim, Brzemiona, Jeziorki, Jędrzejewo, Lniano, Lubodzież, Mszano, Mukrz, Ostrowite, Siemkowo, Wętfie.

## Miejscowości niesołeckie
Bukowiec, Cisiny, Dąbrowa, Dębowo, Huta, Jakubowo, Jania Góra, Karolewo, Lnianek, Lnianek (osada leśna), Rykowisko, Słępiska, Zalesie Szlacheckie.

## Sąsiednie gminy
Bukowiec, Cekcyn, Drzycim, Osie, Świekatowo